# Кузнецов, Георгий Иванович (государственный деятель)
Георгий Иванович Кузнецов (род. 28 августа 1950, деревня Старина Борисовского района Минской области) — белорусский государственный деятель.

## Биография
Окончил Белорусскую сельскохозяйственную академию. Работал инженером по землеустройству, в том числе в почвенно-экологической экспедиции в Ливии. В 1991—1995 годах заместитель председателя Комитета по земельной реформе и землеустройству при Совете Министров, в 1995—1997 гг. председатель Комитета по земельным ресурсам Министерства природных ресурсов и охраны окружающей среды. В 1997—2006 гг. председатель Государственного комитета по земельным ресурсам, геодезии и картографии Республики Беларусь (в 2001 г. преобразован в Комитет по земельным ресурсам, геодезии и картографии при Совете Министров Республики Беларусь). С 5 мая 2006 года 27 декабря 2014 года председатель Государственного комитета по имуществу Республики Беларусь.